# James "Sawyer" Ford
James "Sawyer" Ford er en fiktiv karakter fra den amerikanske tv-serie Lost, spillet af Josh Holloway. Sawyer har medvirket fast siden første sæson.

## Baggrund
Sawyer var i seriens originale udkast en stilren forretningsmand, men da Holloway under sin audition glemte en replik og frustreret sparkede han en stol gennem lokalet, blev forfatterne inspireret til at ændre karakteren.
Sawyer blev af forfatterne gjort langsynet fordi de spurgte sig selv hvordan han kunne ramme en aggressiv isbjørn på afstand, men ramte ved siden af da han skulle aflive den lidende Edward Mars.

### Personlighed
Sawyer er på mange måder Jacks modsætning. Hvor Jack er dedikeret til at hjælpe andre og udøve retfærdighed, er Sawyer udadtil ekstremt selvoptaget og tror på "hver mand for sig." Dette forklarer hans rolle som "grib," og hans fortid som bondefanger. Han beskriver i Pilot: Part 2 sig selv som en "kompleks fyr."
En af de mest gennemtrængende karakteristika er hans konstante brug af øgenavne og hans sydstatslige accent.

### Øgenavne
Sawyer kendetegnes især ved brugen af øgenavne mod de andre overlevende. Han kalder Jack for "Doc," og sarkastisk for "Helten." Mange af mændene han møder kaldes for "Hoss," og måske mest populært af alle er brugen af "Freckles" overfor Kate. I "The Hunting Party" kalder han Tom for "Zeke." Øgenavnene er ofte referencer til populær kultur; Sun får tilnavnet "Tokyo Rose."

## Biografi

### Før flystyrtet
Sawyer blev født i Jasper, Alabama i 1969 som James Ford. Da James var otte, blev hans forældre bondefanget af en mand under aliasset "Tom Sawyer"; som resultat, dræbte hans far både hans mor og ham selv. På tiden under hans forældres død, boede James og hans familie i Knoxville, Tennessee, ifølge det brev som Sawyer bærer. Som hævn for sine forældres død, begyndte James at lede efter den oprindelige Sawyer, men kom ind i finansproblemer, og adopterede professionen og aliasset fra manden der ledte til hans forældres død, og brugte sit udseende og charme til at forføre kvinder og splitte familier. Hans favorit bondefangeri var at vågne op ved sit offers side og lade som om han var for sent til et vigtigt møde; i sin iver efter at gøre sig klar, kommer han i forbifarten til at vælte sin kuffert, der åbner, og afsløre store bundter penge, som kvinden 'ikke skulle have set'. Han bruger hendes interesserer i at få hende, eller hendes rige mand, til at investere i en stor, men falsk, forretningsaftale. I et af tilfældene udfører han sit arbejde indtil han så at det udvalgte par havde et barn, og lukker aftalen for at redde barnet for hvad han selv måtte igennem.
I et andet tilfælde, udfører Sawyer et bondefangeri på en skilt kvinde ved navn Cassidy, der er kendt for at være mindre godtroende end hans andre, mere ordinære, ofre. Han arrangerer sit sædvanlige tema, og taber hans kontanter på grunden, bare denne gang med falske pengesedler. Cassidy finder ud af, at han er ved at bondefange hende fra det øjeblik han taber pengene, og fortæller ham at det ikke ville have kunne lade sig gøre alligevel, fordi hun ingen penge modtog efter sin skilsmisse. I stedet for at blive vred, beder hun ham om at lære hende hans profession. Efter at have lært hende få, grundlæggende tricks, spørger Cassidy snart Sawyer om at lave et long con. Han fortæller hende, at sådan et bondefangeri kræver mange penge, men hun afslører at hun faktisk modtog 600,000 dollars fra hendes eksmand. Han lader som om han starter et long con med hende, og bruger hendes penge til at sætte det op, men i virkeligheden er han simpelt ude på at overtage pengene. Men hun begynder at fylde i ham, og han viger fra sit bondefangeri. Under et ophold på Kates mors diner, tvinger hans partner (spillet af Kevin Dunn) ham til at genoptage sit arbejde, med en trussel om død. Han vender tilbage til Cassidy og fortæller hende, at han har bondefanget hende, og advarer om en parkeret bil udenfor. Han putter pengene i en rygsæk, og siger hun skal løbe væk med dem, og at han vil tage skylden for de forsvundne penge. Da hun løber væk, tager han de ægte penge (han havde givet hende de falske pengesedler) og vender tilbage til bilen, der i virkeligheden er tom.
Cassidy lægger sag an mod Sawyer for  bondefangeri mod  hende, og han sendes i fængsel. Cassidy besøger ham dér og informerer ham om, at hun har født en pige navngivet Clementine Phillips. Under sit ophold i fængslet, bliver Sawyer venner med en mand, Munson, som sidder inde for en pengeforbrydelse. Han bondefanger ham til at fortælle hvor han har gemt pengene som han stjal; som resultat bliver Sawyers fængselsophold forkortet, og pengene han modtager bliver indsat i en anonym bankkonto til Clementine, på hans kommando. Senere, som Sawyer er ved at forføre endnu en kvinde, informerer en anden partner (spillet af Robert Patrick) ham om hvor den oprindelige Tom Sawyer er. Sawyer rejser til Australien for at konfrontere manden og skyde ham. Før han dør, finder Sawyer ud af at sin partner har narret ham til at dræbe en, der skyldte penge til en vigtig person. Sawyer drikker og møder også Christian Shephard på en bar i Australien. Mens han stadig er der, bliver Sawyer arresteret, på den samme station Boone besøger, for at fornærme Warren Truss under et slagsmål. Som resultat bliver Sawyer smidt ud af Australien, og får besked om aldrig at vende tilbage; han forlader landet med Oceanic Airlines 815, sædenummer 15D.

### Efter flystyrtet

#### Sæson 1
Sawyer tilslutter sig den ekskursion der drager til en åben bjergside for at transmittere et nødsignal, med den transceiver Jack, Charlie og Kate fandt i flyets cockpit. Da flokken angribes af en isbjørn trækker Sawyer en pistol og afliver den. Hans besiddelse af pistolen leder til en større diskussion, overvejende mellem ham og Sayid.
I slutningen af Sæson 1 drager Sawyer, Jin, Michael og Walter ud på havet for at finde hjælp til at komme hjem. Da tømmerflåden går i stykker, er det Sawyer der springer i vandet efter delen der faldt af. Til sidst i sæson 1 bliver Sawyer skudt i skulderen af nogle fremmede mænd, der tog walter.

#### Sæson 2
I slutningen af sæson 1 bliver Sawyer skudt i skulderen, mens han er ude på havet på tømmerflåden der er blevet bygget. Han overlever skudet i skulderen, og kommer op på et stykke af den ødelagte tømmerflåde. Da Sawyer er alene ude på havet med Michael, må Sawyer selv tage kuglen ud af skulderen. Sawyer og Michael bliver på resterne af tømmerflåden drevet tilbage til øen, hvor de finder Jin, der løber for hans liv. Sawyer bliver fanget af nogle andre på øen sammen med Jin og Michael.
-ikke færdig.

#### Sæson 3
Den første fjerdedel af tredje sæson er Sawyer tilfangetaget på The Hydra, hvor han og Kate ufrivilligt arbejder på "landingsbanen." Da Jack laver et baghold mod The Others under en rygsøjleoperation på Ben, får Sawyer og Kate muligheden for at flygte. De tvinges til at efterlade Jack; Noget Sawyer tackler væsentligt bedre end Kate, der sætter sig for at trodse Jacks ønske om at de ikke kommer tilbage efter ham.
Sawyer erfarer at de tilbageværende har ransaget hans telt, mens han var borte. Det er først da Hurley bondefanger mod Sawyer selv, at han træder i karakter som gruppens midlertidige leder.
I "The Brig" kommer Locke til Sawyer med en historie om at han har været undercover blandt The Others og har kidnappet Ben. Da han ikke selv er stærk nok til at slå ham ihjel, ønsker han at få Sawyer til det. Sawyer nægter indtil det går op for ham at det ikke er Ben, men "den rigtige Sawyer" – manden er var årsagen til begge hans forældres død.

#### Sæson 4
Da Desmond kommer i land og fortæller om Charlies død, skal de overlevende på stranden tage stilling til om de skal kontakte Jack. Sawyer mener, at de bør gøre det, men diskussion stopper brat efter Hurley kaster radioen i vandet. Da de overlevende senere skal vælge mellem at følge Jack eller Locke, begrunder Sawyer sin tillid til Locke med, at han gør, hvad han altid gør: Overlever. Ben konfronterer Sawyer med sit tab af Kate, og der kulminerer i et overfald og en diskussion om hvorfor Ben fortsat holdes i live. Da Ben senere forsøger at dræbe Charlotte, tager Sawyer samme diskussion op igen. Under Lockes baghold i Bens hus, forsøger Sawyer at overtale til Kate til blive hos dem.

## Fodnoter
1. ↑  Lost: The Complete First Season
2. ↑  Kommentarspor til Lost: The Complete Third Season.
3. ↑  "A Tale Of Two Cities"
4. ↑  Lost: 
"The Beginning of the End" (Sæson 4, afsnit 1). Manuskript af Damon Lindelof & Carlton Cuse.  Broadcasted første gang på American Broadcasting Company den 31. januar 2008.
5. ↑  Lost: 
"Confirmed Dead" (Sæson 4, afsnit 2). Manuskript af Drew Goddard & Brian K. Vaughan.  Broadcasted første gang på American Broadcasting Company den 7. februar 2008.
6. ↑  Lost: 
"The Economist" (Sæson 4, afsnit 3). Manuskript af Edward Kitsis & Adam Horowitz.  Broadcasted første gang på American Broadcasting Company den 14. februar 2008.